# Philippe Bélaval
Philippe Bélaval, né le 21 août 1955 à Toulouse, est un haut fonctionnaire français.
Il est président du Centre des monuments nationaux de 2012 à janvier 2023.

## Biographie
Titulaire d'une maîtrise de droit public, diplômé de l'Institut d'études politiques de Toulouse (promotion 1975), ancien élève de l'École nationale d'administration (promotion Michel de L'Hospital, 1977-1979), auditeur de la 58e session nationale de l'Institut des hautes études de défense nationale, il est membre du Conseil d'État depuis 1979.
Il commence sa carrière comme rapporteur auprès de la section du contentieux et de la section des finances au Conseil d'État (1979-1993), avant de devenir conseiller technique et chargé de mission auprès de Henri Emmanuelli, secrétaire d'État chargé du Budget (1983-1986), puis directeur de cabinet de Michel Durafour, ministre d'État chargé de la fonction publique et des réformes administratives (1988-1990).
De novembre 1990 à août 1992, il est directeur général de l'Opéra de Paris et responsable dans cette fonction, sous l'autorité du président du conseil d'administration, Pierre Bergé, de la gestion du nouvel établissement public regroupant l'Opéra Bastille, le palais Garnier et l'École du Ballet de Nanterre.
À partir de mai 1993, il se voit confier plusieurs missions sur la mise en service de la nouvelle Bibliothèque de France qui ont abouti à la création en 1994 de la Bibliothèque nationale de France. Il devient directeur général de cet établissement et participe à ce titre au développement du bâtiment construit à Tolbiac par l'architecte Dominique Perrault.
En juillet 1998, il est nommé directeur des Archives de France.
Il est réintégré dans ses fonctions et à son rang au Conseil d'État à compter du 1er janvier 2001. Président des cours administratives d'appel de Bordeaux (2001-2004) puis de Versailles (2004-2008), il devient membre du conseil d'administration de l'École nationale d'administration pénitentiaire (2001), membre de la commission des archives de la justice (2006-2009), président du comité du service public de la diffusion du droit par l'internet (2007), président de la commission spéciale des installations nucléaires de base secrètes (2007), chef de la mission d'inspection des juridictions administratives (2008), membre du Conseil supérieur des tribunaux administratifs et des cours administratives d'appel (2008), président du jury du concours de recrutement complémentaire de conseillers de tribunal administratif et de cour administrative d'appel (2009), président du Conseil supérieur de la propriété littéraire et artistique (2009).
Président du conseil d'administration de l'Institut national du patrimoine en 2008, il est nommé directeur général des patrimoines (ministère de la culture et de la communication) en 2010 chargé de définir, coordonner et évaluer la politique de l'État en matière d'architecture, d'archives, de musées, de patrimoine monumental et archéologique. Il est également membre d'European Heritage Heads Forum, réseau regroupant ses homologues en Europe.
Le 29 juin 2012, il quitte ce poste pour la présidence du Centre des monuments nationaux. En décembre 2016, il remet au président de la République et à la maire de Paris, avec l'architecte Dominique Perrault, la mission d’étude et d’orientation qui leur avait été confiée en décembre 2015 pour préfigurer l'île de la Cité à l'horizon 2040.
En janvier 2023, il est nommé conseiller culture à l’Élysée, en remplacement de Rima Abdul Malak nommée ministre de la Culture en mai 2022. Il quitte ses fonctions le 23 juin 2025. 

## Distinctions
- Commandeur de la Légion d'honneur en 2020[23] (officier en 2006[24], chevalier en 1998).
- Commandeur de l'ordre national du Mérite en 2012[25] (officier en 2002).
- Commandeur de l'ordre des Arts et des Lettres (étant membre du conseil de l'ordre des Arts et des Lettres[26], il est ex officio commandeur de l'ordre des Arts et des Lettres[27]).